# مقاطعة هاريسون (أوهايو)
مقاطعة هاريسون (بالإنجليزية: Harrison County)‏ هي إحدى مقاطعات ولاية أوهايو في الولايات المتحدة الأمريكية.

## أعلام
- ويليام هنري هولمز